# Бранхінектела середня
Бранхінектела середня (Branchinectella media) — вид ракоподібних з родини Branchinectidae.

## Поширення
Південна Європа, північний Казахстан, Азербайджан, північна Африка (Марокко, Алжир), південно-західна Україна.

## Морфологічні ознаки
Тіло видовжене, очі на стебельцях, ноги листоподібні, мають преекзоподити. Сегменти абдомену на вентральній стороні озброєні парними групами маленьких зубчиків, церкоподи короткі. Довжина яйцевого мішка не набагато більша за ширину. Мішок іноді має бокові штопороподібні відростки. Ноги з двома преекзоподитами. Довжина тіла (без фуркальних члеників) самців — 5,1-13,6 мм, самиць — 6,5-12,2 мм. Особини виду характерно тримають задній кінець абдомену вниз і вперед.

## Особливості біології
Населяє солоні та високомінералізовані калюжі, пересихаючі озера на солончаках.

## Загрози та охорона
Загрозою є антропогенний вплив (забруднення водойм стоками тваринницьких ферм та ін.).